# Monochamus principis
Monochamus principis är en skalbaggsart som beskrevs av Stefan von Breuning 1956. Monochamus principis ingår i släktet Monochamus och familjen långhorningar. Inga underarter finns listade i Catalogue of Life.